# フロッグケーキ
フロッグケーキ (英: frog cake) はカエルの形をしたデザートで、スポンジケーキとクリームにフォンダンアイシングでコーティングしたケーキ。アデレードのバルフォアズ・ベーカリーが1922年に販売を開始し、南オーストラリアではすぐに有名になっていった。元々、フロッグケーキの色は緑色だけだったが、茶色やピンクのものも存在する。その他にもバリエーションが存在し、雪だるまやイースターのヒヨコといった季節物もある。フロッグケーキは「南オーストラリアならでは」と言われ、地域の宣伝にも用いられている。2001年にはその文化的意義を認められ、南オーストラリアのナショナルトラストによって南オーストラリアの伝統文化の一つに認められている。

## 構成

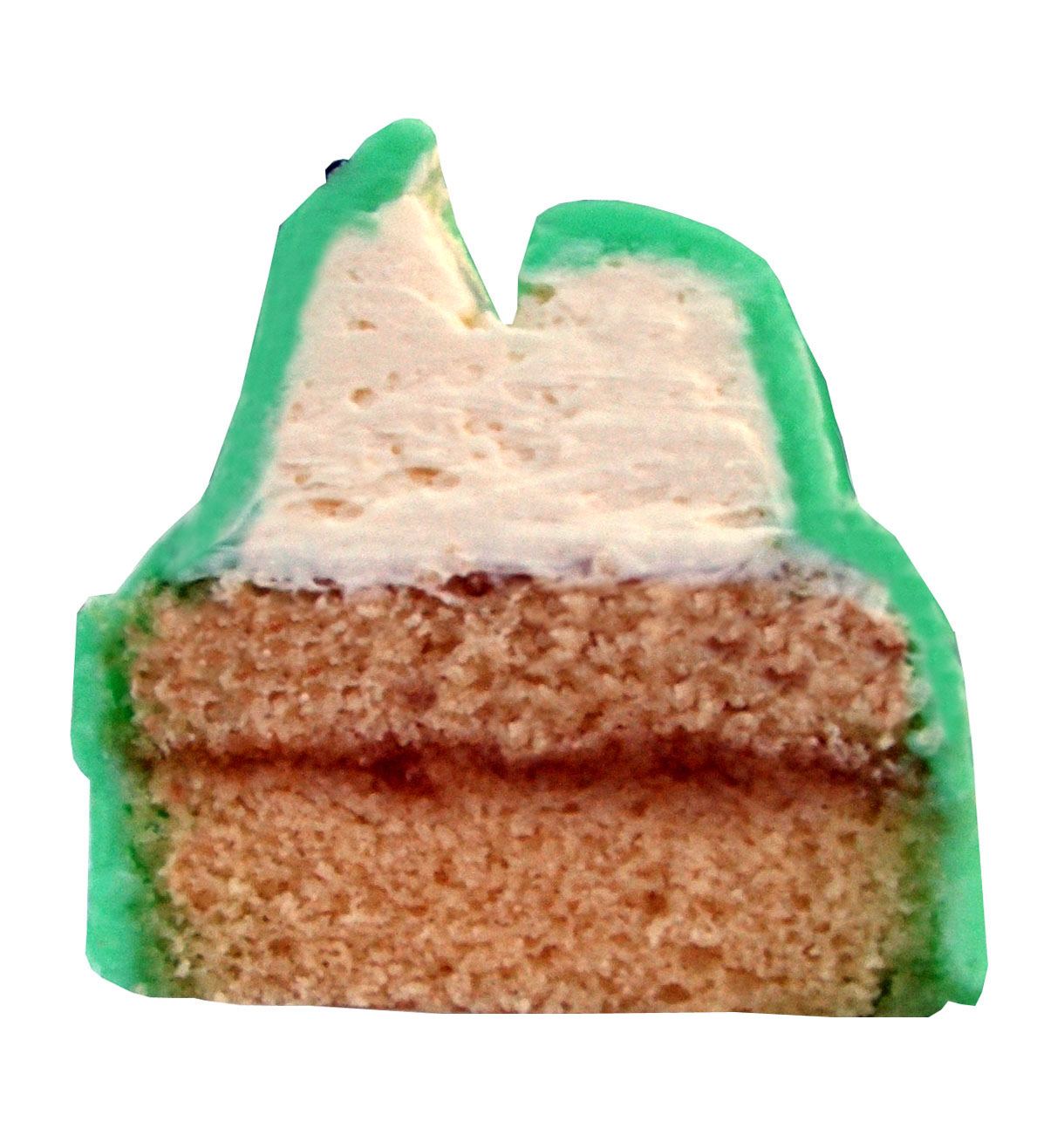
フロッグケーキの断面図

フロッグケーキは口を開けたカエルに似た形のケーキで、スポンジケーキの土台の上にジャムを乗せ、その上にクリームを乗せたものにフォンダンアイシングでコーティングしたものである。ケーキのレシピは1920年代の登場以来変わっていない。製造工程としては、大きなスポンジケーキを機械的に切断し、フォンダンで覆った後、熱したナイフで口の形を作り、フォンダンで出来た目を人の手で付け加えて完成となる。出来上がったケーキは紙製のカップに置かれて販売される。フォンダンは通常、緑、茶、ピンクであるが、特別な行事のときは赤や黄色も使われる。

## 歴史と受容
フロッグケーキのアイデアは、バルフォアズ・ベーカリーの共同設立者ジョン・バルフォアの甥、ゴードン・バルフォアによるものである。彼は1920年代初頭にフランスへ旅行し、欧風菓子店でフロッグケーキのアイデアを思いついた。彼が帰国しアデレードに戻った後、まだ市内のあちこちにティールームが存在した1922年、フロッグケーキは販売され始めた。フロッグケーキはバルフォアズ・ベーカリーのマスコット的存在として知られるようになり、販売は南オーストラリア州だけに限られていた。しかし、今ではビクトリア州やニューサウスウェールズ州、クイーンズランド州でも販売されるようになっている。
フロッグケーキの色は元々緑色で今でも緑色が最もメジャーだが、茶色とピンクも後にバリエーションに加わっている。形についても基本はカエルの姿をしているが、特別な時期には少し形を変える。例えば、クリスマスシーズンにはサンタクロースや雪だるまになり、イースターの頃はヒヨコになる。また、地元のサッカーチーム、アデレードFCのチームカラーになることもある。なお、形が変わっても呼び名はフロッグケーキのままである。
フロッグケーキは南オーストラリアを代表するデザートで、オーストラリアの新聞紙オーストラリアンでは、まず思いつく（ただし、ちょっと奇妙な）デザートに挙げており、誕生日やウェディングケーキにさえも使われている。また、時には州の宣伝にも一役買ってきた。例を挙げると、2001年には世界警察消防競技大会の開催地選定時に、政治家のジョン・ホールが最後のアピールにフロッグケーキを用い、2007年のアデレード開催を勝ち取った。ラジオパーソナリティのピーター・ゴアーズがフロッグケーキの像を建てようと冗談で言ったこともあったが、実際に南オーストラリアの伝統文化を表すものとしてリストアップされたこともある。南オーストラリアのナショナルトラストは毎年8つ、南オーストラリアの文化に関連した事物を選出しており、フロッグケーキは2001年に選出されている。2015年には、メンタルヘルスの研究資金調達のため、陶製やレジン、銀などで作られたフロッグケーキを象ったアート作品が南オーストラリアのアーティストたちによって作られた。オークションにおいて6,000ドルで落札されたものもあり、これらの作品の売り上げにより30,000ドルを調達できたという。フロッグケーキを選んだことについて、製作者は子どものときに誰もが経験している南オーストラリアらしいものだから、と理由を話している。
フロッグケーキは製造・販売元であるバルフォアズ・ベーカリーの人気商品で、時には会社を取り巻く事情により売れ行きを伸ばした。会社の経営が危なくなったときにアデレードのタブロイド紙、The Advertiser のレックス・ジョリーによって、フロッグケーキを買って会社を救う呼びかけが行われ、この時は以前の最高売上額の2倍を記録した。2001年にナショナルヘリテッジから文化的価値を認められたときも売り上げを伸ばしている。フロッグケーキの売り上げが伸びたことで模倣品が出回ることになり、バルフォアズ・ベーカリーは2001年に形と名前について商標登録を行っている。

## 参考資料
- Clarke, Daniel (2003年6月17日). “Our State South Australia, Diverse, Different and Dynamic Beyond Value”. The Advertiser:  p. 31
- Flanders, Anna (ed) (2007). Made in SA. South Australian business: a state of growth. Advertiser Enterprises. p. 36. ISBN 978-0-9599602-5-9
- Goers, Peter (2007年8月18日). “A little lunacy on Victoria Square”. The Advertiser 2014年5月17日閲覧。
- Haran, Brady (2001年6月11日). “How 8 of these Frog Cakes helped to win 2007 World Police and Fire Games”. The Advertiser:  p. 8
- Hockley, Catherine (2001年5月26日). “Tuckshop cup cake treat leap-frogs ahead”. The Advertiser:  p. 29
- Hooper, Ben (2000年11月9日). “Leaping frog cake sales help bakery”. The Advertiser:  p. 11
- Jauncey, Dorothy (2004). Bardi Grubs and Frog Cakes: South Australian Words. Oxford University Press. pp. 211–212. ISBN 0-19-551770-9
- Jauncey, Dorothy (May 2004). “South Australia – 'Kind of Different'?”. OzWords (Australian National Dictionary Centre) 2014年5月17日閲覧。.
- Lloyd, Tim (2001年4月7日). “When pride is a frog cake and Popeye”. The Advertiser:  p. 30
- “Protection for frog cake”. The Advertiser:  p. 9. (2001年9月12日)